# Oman na Letnich Igrzyskach Olimpijskich 1984
Oman na Letnich Igrzyskach Olimpijskich 1984 reprezentowało 16 zawodników (sami mężczyźni). Był to pierwszy start reprezentacji Omanu na letnich igrzyskach olimpijskich.

## Skład kadry

### Lekkoatletyka
Mężczyźni
- Abdullah Sulaiman Al-Akbary - 100 metrów - odpadł w eliminacjach
- Mohamed Al-Hashimi - 200 metrów - odpadł w eliminacjach
- Mohamed Al-Malky - 400 metrów - odpadł w eliminacjach
- Barakat Al-Sharji - 800 metrów - odpadł w eliminacjach
- Amor Masoud Al-Sharji - 1500 metrów - odpadł w eliminacjach
- Awadh Al-Sameer - nie ukończył maratonu
- Abdullah Azzan Al-Akbary - 3000 metrów z przeszkodami - odpadł w eliminacjach
- Barakat Al-Sharji, Mohamed Al-Hashimi, Abdullah Sulaiman Al-Akbary, Mohamed Al-Malky - 4 × 400 metrów - odpadli w eliminacjach

### Strzelectwo
Mężczyźni
- Said Al-Khatry - pistolet szybkostrzelny 25 m - 44. miejsce
- Abdullah Al-Hussini - pistolet szybkostrzelny 25 m - 45. miejsce
- Juma Al-Rahbi - pistolet 50 m - 47. miejsce
- Ali Al-Ghafiri - pistolet 50 m - 56. miejsce
- Abdul Latif Al-Bulushi

Karabin pneumatyczny 10 m - 43. miejsce
Karabin małokalibrowy 3 postawy 50 m - 48. miejsce
- Khamis Al-Subhi - karabin pneumatyczny 10 m - 48. miejsce
- Dadallah Al-Bulushi

Karabin małokalibrowy 3 postawy 50 m - 50. miejsce
Karabin małokalibrowy leżąc 50 m - 49. miejsce
- Zaher Al-Jamudi - Karabin małokalibrowy leżąc 50 m - 67. miejsce

### Żeglarstwo
Mężczyźni
- Talib Salim Al-Maiwali - windsurfing - 37. miejsce